# Peter Wagner (socjolog)
Peter Wagner – niemiecki teoretyk społeczny. Jego badania skupiają się na teorii społecznej oraz politycznej filozofii współczesnej Europy. Prowadzi badania z dziedziny historii nauk społecznych.

## Publikacje
- Vanishing Points of modernity. Inescapability and attainability in social theory (nadchodząca)
- Le travail et la nation (współedytor, 1999)
- A Sociology of Modernity (1994)
- Der Raum des Gelehrten (z Heidrun Friese, 1993)